# Llora morada
La llora morada, cualbra morada, cualbra llora, llora, llorell o blavet (Russula cyanoxantha) és una espècie de fong de l'ordre dels russulals (Russulales). Pertany al grup de les cualbres. És un comestible apreciat.

## Morfologia
El seu capell d'entre 5 i 15 cm és carnós i pren una gran gamma de colors que van des del gris, el blau, violeta, verd, fins a tons groguencs. Les seves làmines són blanquinoses. La seva olor és suau i el seu gust primer és dolç, semblant al de les avellanes i, més tard, una mica picant.

## Hàbitat

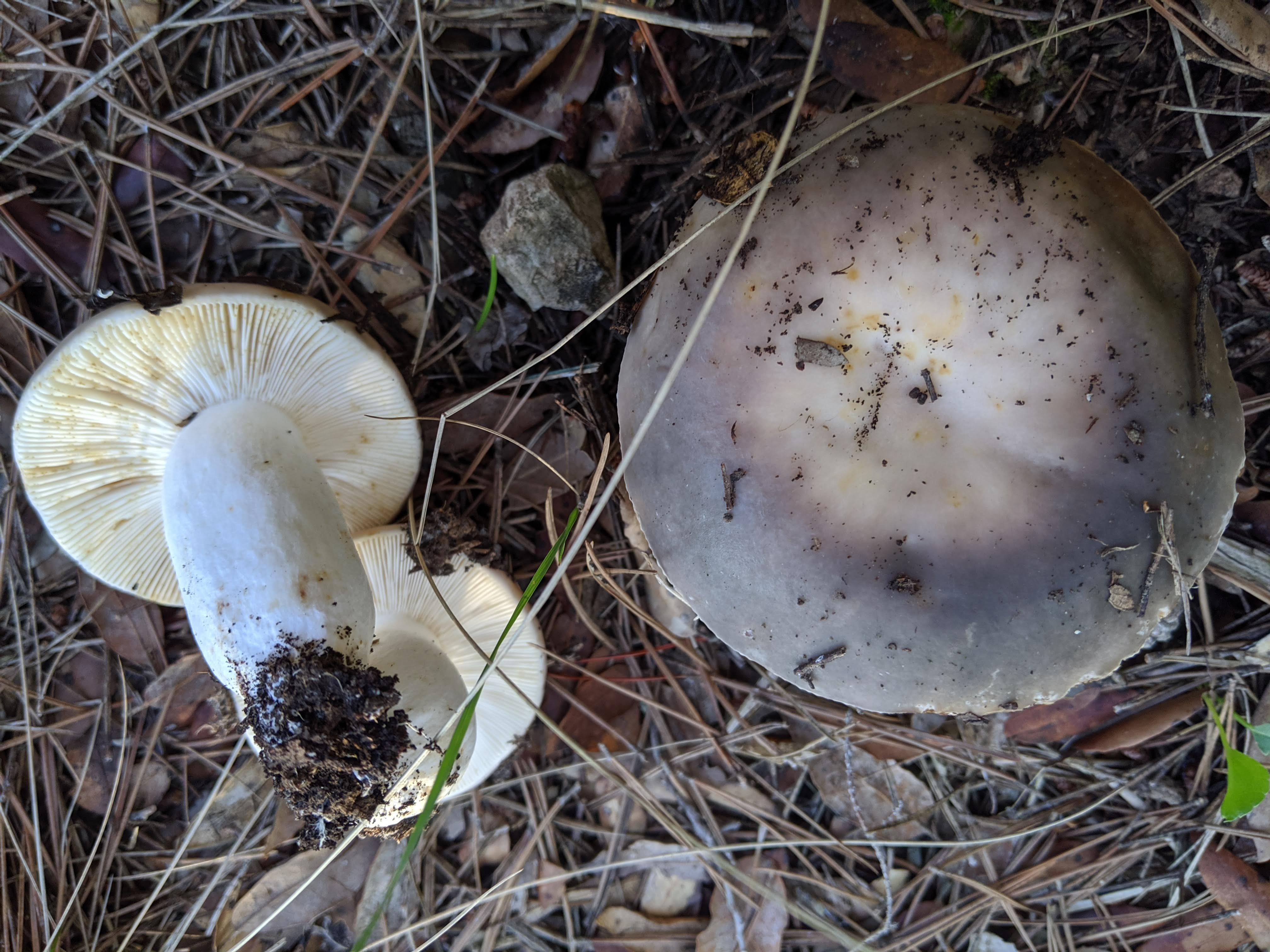
Llores morades a Santa Perpètua de Gaià

Creix en qualsevol tipus de sòl i se'n poden trobar des de la primavera fins a la tardor, del litoral als Pirineus. És molt comú i abundant.

## Gastronomia
És una de les cualbres llores més buscades i apreciades. Es pot cuinar de moltes maneres, però generalment es fan en "platets" o fregit, que també és excel·lent. És adequat per conservar salat.